# Center Stage
A Center Stage egy két CD-s, illetve egy egylemezes DVD koncertlemez az ausztráliai Tommy Emmanuel-től, amely 2008-ban jelent meg. A felvételek 2007 októberében készültek a kaliforniai Chico megyében lévő Sierra Nevada Főző Vállalatnál, ahol három koncertet adott Emmanuel.

## Számok

### CD-1
1. The Finger Lakes - 3:37
2. Papa George - 1:53
3. Train To Duesseldorf - 2:02
4. I Go To Rio - 2:18
5. Nine Pound Hammer - 4:46
6. Old Town - 3:02
7. And So It Goes - 3:23
8. Jolly Swagman - 3:03
9. Sukiyaki - 1:34
10. Happy Hours - 2:23
11. Ruby's Eyes - 4:18
12. Beatles Medley - 6:10
13. Mombasa - 9:14

### CD-2
1. Workin' Man Blues - 5:28
2. Georgia On My Mind - 5:10
3. House Of The Risin' Sun - 6:15
4. Amazing Grace - 4:30
5. Story Of Little Boy - 1:35
6. Tall Fiddler - 2:23
7. Cowboy's Dream - 3:30
8. Morning Aire - 5:55
9. Initiation - 10:53
10. Lenny Bro' - 3:12
11. Questions - 3:38

## Külső hivatkozások
- Hivatalos oldal (angolul)